# Liste der Kulturdenkmäler in Haschbach am Remigiusberg
In der Liste der Kulturdenkmäler in Haschbach am Remigiusberg sind alle Kulturdenkmäler der rheinland-pfälzischen Ortsgemeinde Haschbach am Remigiusberg aufgeführt. Grundlage ist die Denkmalliste des Landes Rheinland-Pfalz (Stand: 6. September 2022).

## Denkmalzonen
| Bezeichnung                   | Lage                                           | Baujahr | Beschreibung | Bild                           |
| ----------------------------- | ---------------------------------------------- | ------- | --- | ------------------------------ |
| Denkmalzone Ruine Michelsburg | südöstlich des Ortes auf dem Remigiusberg Lage | um 1260 | kleine Burganlage, um 1260 von Graf Heinrich II. von Veldenz errichtet, 1689 zerstört; Pallaswand, Schildmauer, Nord-Wehrmauer, Reste eines Rundturms; Denkmal für den Heiligen Remigius, bezeichnet 1853, zwei Halsgräben | weitere Bilder Fotos hochladen |

## Einzeldenkmäler
| Bezeichnung                 | Lage                                                                     | Baujahr         | Beschreibung | Bild                           |
| --------------------------- | ------------------------------------------------------------------------ | --------------- | --- | ------------------------------ |
| Dorfgemeinschaftshaus       | Hauptstraße 34 Lage                                                      | 1928            | ehemalige Schule; elfachsiger sandsteingegliederter Putzbau, 1928, Architekt Hermann Kohl, Kaiserslautern | BW                             |
| Brunnenhaus                 | Münchtalstraße, gegenüber Nr. 8 Lage                                     | 18. Jahrhundert | Brunnenhaus aus Sandsteinplatten, Quellkammer, 18. Jahrhundert | BW                             |
| Kapelle                     | östlich des Ortes auf halbem Weg zum Remigiusberg; Flur Tummelplatz Lage | 1881            | Quaderbau mit Zeltdach, 1881 | BW                             |
| Propsteikirche St. Remigius | südöstlich des Ortes (Remigiusbergstraße) Lage                           | 12. Jahrhundert | Vierungspfeiler, Teile der Langhausarkaden sowie nördlicher Chorflankenturm des Gründungsbaus, 12. Jahrhundert; Portal und Maßwerkfenster der Westfassade, zweite Hälfte des 13. Jahrhunderts; Chor um 1330; Kapelle wohl aus dem 15. Jahrhundert; Glockengeschoss mit welscher Haube, 18. Jahrhundert, Fassade im Wesentlichen von 1845; Pfarrhaus, 1842/43, Architekt Johann Schmeisser, Kusel | weitere Bilder Fotos hochladen |